# ريتشارد غارارد
ريتشارد غارارد (بالإنجليزية: Richard Garrard)‏ هو مدرب تجديف أسترالي، ولد في 26 يوليو 1943.

## وصلات خارجية
- ريتشارد غارارد على موقع الاتحاد الدولي للتجديف (الإنجليزية)
- ريتشارد غارارد على موقع اللجنة الأولمبية الدولية (الإنجليزية)
- ريتشارد غارارد على موقع أوليمبيديا (الإنجليزية)